# Delmonico's Restaurant
El Restaurant Delmonico's és un dels primers restaurants dels Estats Units d'Amèrica que va romandre continuadament obert, i és considerat igualment com un dels primers restaurants «de luxe».
El restaurant va ser inaugurat a la ciutat de Nova York el 1827. Originalment, va ser una pastisseria, i va ser considerat restaurant per primera vegada el 1830. Al contrari que alguns bars i restaurants de l'època, el restaurant Delmonico's permetia demanar plats basant-se en un menú (a la carta, en oposició a table d'hôte), en lloc d'oferir menjars fixos als clients. Posteriorment, Delmonico's va ser un dels primers restaurants a oferir als Estats Units una carta de vins separada.

## Història

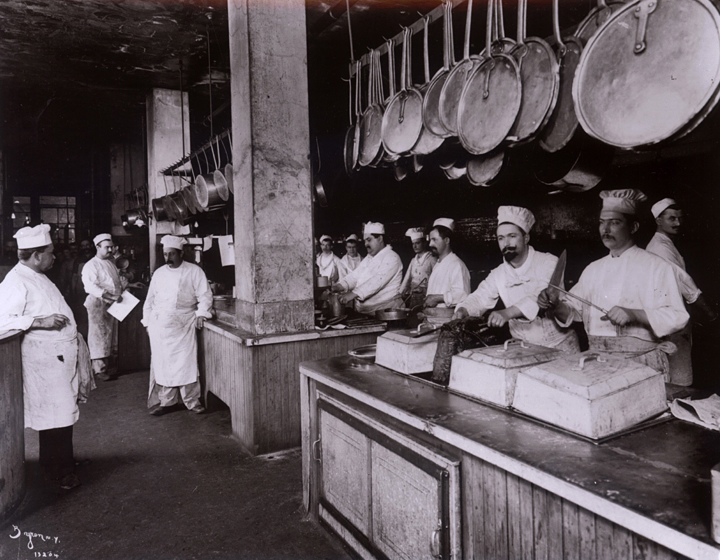
Cuina del Delmonico's (Brigade de cuisine el 1902.

El restaurant va ser inaugurat pels germans John i Peter Delmonico, procedents de Ticino, Suïssa. L'any 1831, es van associar amb el seu net Lorenzo Delmonico, qui es va fer responsable de la llista de vins del restaurant, així com de l'elaboració dels menús. El 1862, el restaurant va contractar Charles Ranhofer, considerat un dels millors xefs de l'època. Al començament dels anys 1850 el restaurant va tenir entre els seus convidats la New England Society of New York, societat que va albergar a gran part dels millors oradors de l'època. El 1860, Delmonico's va proporcionar càtering a la Grand Ball d'Eduard VII a l'Academy of Music ubicada al 14th Street. Durant alguns anys va estar associat als àpats més populars de l'època, i els seus menús són emprats avui en dia com a investigació històrica dels gustos culinaris de l'època.
El restaurant va tenir molt d'èxit des de l'any 1865 fins a 1888 i va expandir la seva firma amb altres restaurants del mateix nom. L'any 1919, Edward L.C. Robins va comprar el restaurant Delmonico's. La seva gran localització, anomenada "The Citadel", a la Cinquena Avinguda i en 44th Street, va tancar el 1923.

## Plats
Dos dels plats més característics de Delmonico's són la Lobster Newberg (Llagosta Newberg) i les Delmonico Potatoes (patates a la Delmonico). Alguns autors esmenten que possiblement també el Chicken à la King, però entre els plats més famosos hi ha el Delmonico steak. Els ous Benedict es diu que van ser originats en aquest restaurant, però hi ha una gran disputa al respecte entre diversos xefs.